# Constantin Costescu
Constantin Costescu (n. 5 ianuarie 1861 - d. 1945, București) a fost unul dintre generalii Armatei României din Primul Război Mondial.
A îndeplinit funcții de comandant de divizie în campania anului 1916. A căzut prizonier la germani, la 23 noiembrie 1916 (stil vechi), fiind militarul român cu cel mai mare grad, căzut prizonier pe perioada războiului.

## Cariera militară

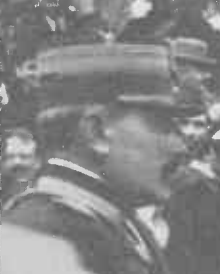
Generalul Costescu în 1912

După absolvirea școlii militare de ofițeri cu gradul de sublocotenent, Constantin Costescu a ocupat diferite poziții în cadrul unităților de artilerie sau în eșaloanele superioare ale armatei, cele mai importante fiind cele de comandant al Regimentului 2 Artilerie și Diviziei 6  Infanterie.
În perioada Primului Război Mondial, a îndeplinit succesiv funcțiile de comandant al: Diviziei 6 Infanterie, în perioada 15/27 august - 27 august/10 septembrie 1916, Diviziei 4 Infanterie, în perioada 22 septembrie/5 octombrie - 15/28 octombrie 1916, Diviziei 16 Infanterie, în perioada 16/29 octombrie - 2/15 noiembrie 1916 și Diviziei 10 Infanterie, în perioada 3/16 noiembrie - 23 noiembrie/6 decembrie 1916.

## Decorații
- Ordinul „Steaua României”, în grad de ofițer (1912)
- Ordinul „Coroana României”, în grad de comandor (1907)[7]:377